# Puklice
Puklice är en ort i Tjeckien.   Den ligger i regionen Vysočina, i den centrala delen av landet, 120 km sydost om huvudstaden Prag. Puklice ligger 531 meter över havet och antalet invånare är 746.
Terrängen runt Puklice är platt.Runt Puklice är det ganska glesbefolkat, med 45 invånare per kvadratkilometer. Närmaste större samhälle är Jihlava, 5,8 km nordväst om Puklice. Omgivningarna runt Puklice är en mosaik av jordbruksmark och naturlig växtlighet.